# 九里正
九里 正（くのり ただし、1913年 - 1944年）は、日本の元アマチュア野球選手。父は日本の洋画家・九里四郎。祖父に海軍主計大監・貴族院議員の南郷茂光。伯父に海軍少将・南郷次郎、南郷三郎がいる。

## 経歴
1913年、大阪府にて九里四郎と道子（大阪窯業社長・磯野良吉の娘）の間に生まれる。幼少時代は東京で生活していたが、1923年10歳の時に関東大震災で母と妹を失った。そのため、父・四郎と父の友人である志賀直哉と共に奈良市に移住した。1928年、志賀を中心に「奈良アーチスト・ベースボール・チーム」が結成され、正もチームに加わった。
翌1929年、甲子園に移住し、甲陽中学校に入学。在学中、甲子園に3回出場（春2回〔1930年,1931年〕、夏1回〔1930年〕）。1930年春の大会では、2戦目の静岡中戦で試合を決める満塁本塁打を放った。（センバツ史上第2号満塁本塁打。試合も7－3で勝利。）
1932年、慶應義塾大学に入学し、大学でも野球部でプレーを続けた。ポジションは遊撃手だった。1937年に慶大を卒業。王子製紙に入社したが応召され、1944年に戦死（詳細な没年月日、死没場所は不明）。数え32歳没。最愛の息子を失った父・四郎は、傷心のため店と自宅を売却し信州飯田に疎開した。そして正の死から9年後に亡くなった。
東京ドーム内の野球殿堂博物館にある戦没野球人モニュメントに、彼の名前が刻まれている。